# Nostra Senyora del Carme (Cala Rajada)

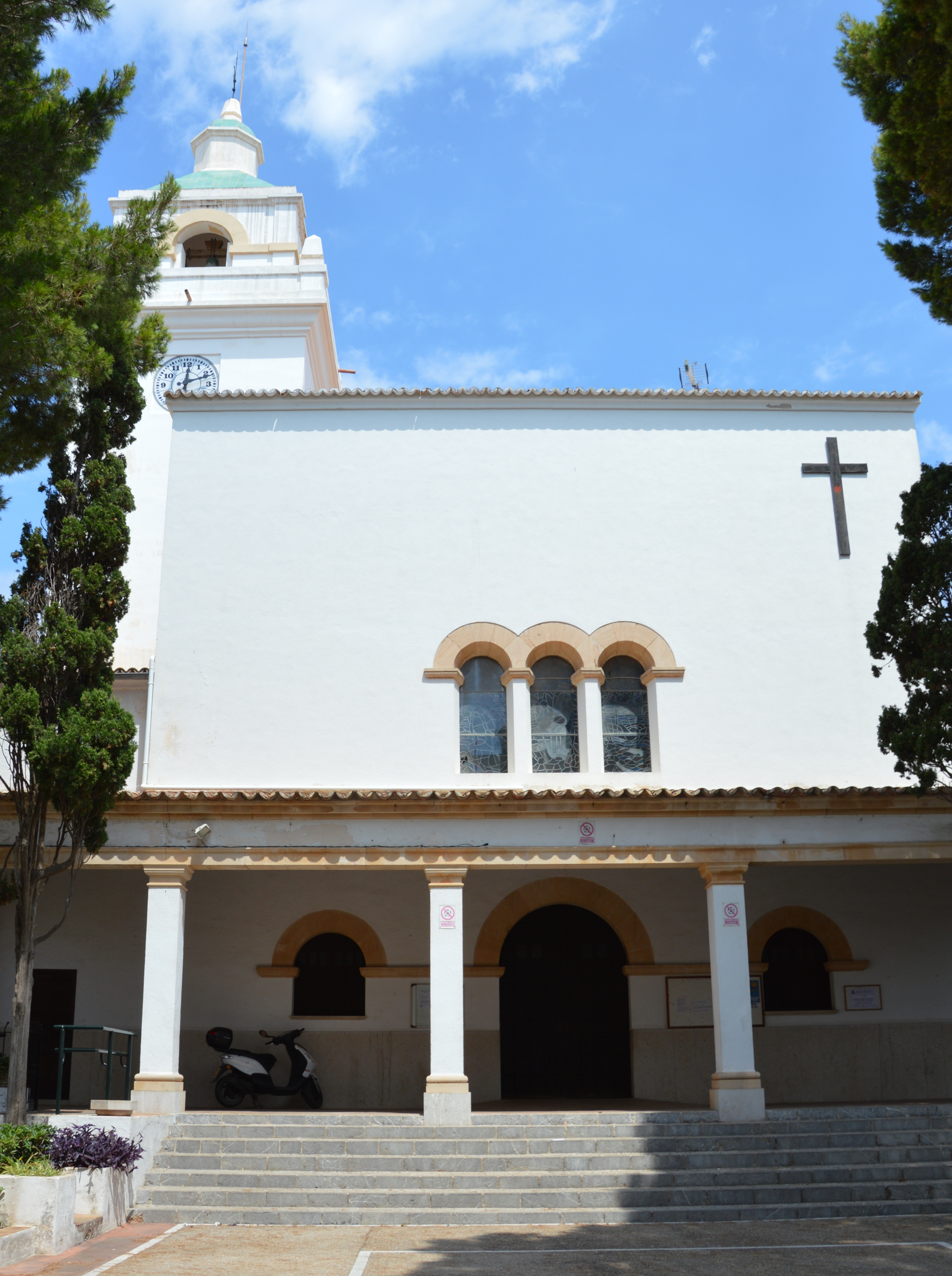
Nostra Senyora del Carme

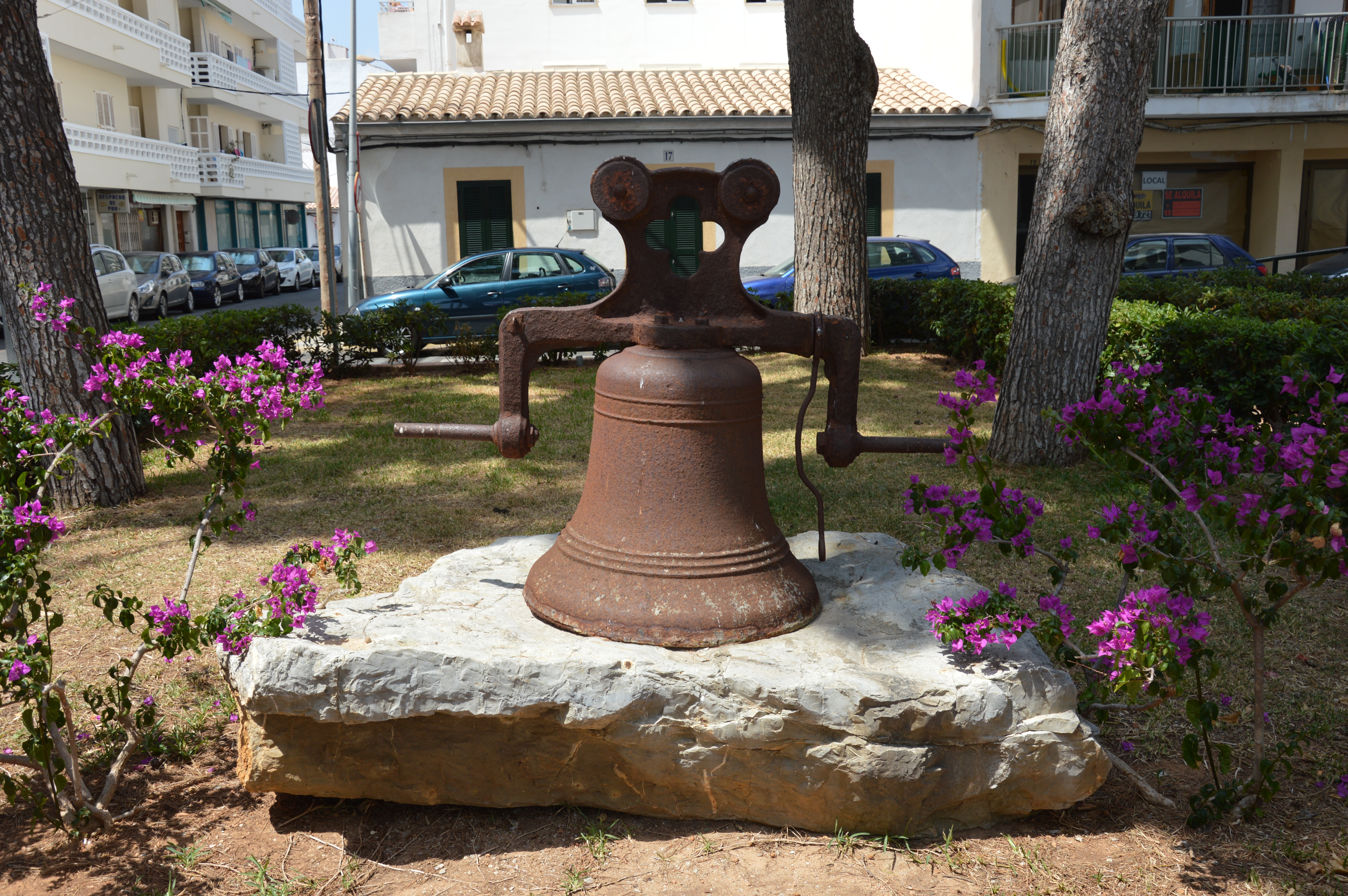
Glocke vor der Kirche

Nostra Senyora del Carme ist eine römisch-katholische Kirche im zur Gemeinde Capdepera gehörenden Ort Cala Rajada auf der spanischen Mittelmeerinsel Mallorca. Die Kirche steht unter dem Patronat Unserer Lieben Frau auf dem Berge Karmel; Patronatsfest ist der 16. Juli.
Sie befindet sich im Ortskern von Cala Rajada in der Straße Calle Isaac Peral und entstand in ihrer heutigen Form wohl in den 1950er Jahren. Der Kirchturm befindet sich auf der Westseite des Kirchenschiffs. Die Kirche ist katholisch, wird aber ökumenisch genutzt. So findet regelmäßig ein evangelischer Gottesdienst in deutscher Sprache statt.
In der Kirche befinden sich vom in der Gemeinde ansässigen Künstler Gustavo geschaffene farbige Glasfenster. Südlich vor der Kirche befindet sich in einer kleinen Grünanlage eine Kirchenglocke.